# Алжирське повстання
Алжирське повстання 8—17 травня 1945 року — стихійний збройний виступ алжирського народу за надання незалежності Алжиру від Франції.

## Передісторія повстання
Після завершення Другої світової війни на африканському континенті розпочався підйом національно-визвольного руху. Однією з головних причин його виникнення є зростання національного самоусвідомлення населення колоній, що активно підтримало боротьбу проти нацизму й тепер вимагав від переможців визнання своїх політичних та економічних прав. Активна участь народів колоній у війні проти фашистського блоку значно вплинула на їхнє подальше політичне життя. Колоніальні війська стали кістяком армії Франції, окрім того, звичайні французькі частини також у масовому порядку комплектувались жителями колоній у зв'язку з окупацією території метрополії. Наприклад, в ході Туніської кампанії з близько 80 000 солдат «Франції, що б'ється» дві третини були африканцями; в Італійській кампанії брав участь експедиційний корпус, що складався з алжирських та марокканських дивізій. У період боротьби за звільнення від гітлерівців на території самої Франції була сформована 1-ша французька армія, у лавах якої було до 140 тисяч вихідців з африканських колоній. Надалі ці солдати склали кістяк антиколоніальних армій, партизанських загонів, легальних та нелегальних патріотичних організацій.
Б'ючись проти гітлерівців та їх союзників, сотні тисяч солдат-африканців вступили у безпосередній контакт із населенням метрополії та інших країн Європи, в результаті чого колонізатори поступово втратили у очах колоніальних народів свій ореол. Більше того, солдати колоніальних військ усвідомлювали себе рятівниками Франції. У свою чергу, своєю головною задачею французькі лідери вважали збереження колоніальної імперії як джерела відродження величі й могутності Франції, яка була серйозно послаблена у роки війни.
Серед усіх французьких колоній в Африці Алжир посідав особливе місце. По-перше, це була одна з найстаріших колоній. По-друге, Алжир завжди відзначався високою питомою вагою європейського населення. На 9 мільйонів алжирців доводилось близько 1 мільйона європейців. По-третє, Алжир перебував у центрі північноафриканських французьких володінь і займав вигідне стратегічне положення, через нього проходили найкоротші комунікації, що зв'язували з колоніями Франції у Західній та Екваторіальній Африці.

## Політична ситуація в Алжирі до 1945 року
Ще у ході війни, після завершення кампанії у Північній Африці, в Алжирі пролунали вимоги про надання країні політичної незалежності. Ініціатором цих вимог виступала Партія алжирського народу (ППА), заснована 1937 року алжирським політичним діячем Ахмедом Мессалі. Ще до війни ППА завоювала значний авторитет серед дрібної міської буржуазії, робітників та бідноти. У лютому 1943 року ППА розробила маніфест «Алжир напередодні світового конфлікту. Маніфест алжирського народу», що різко засуджував «колоніальний режим, нав'язаний алжирському народу й заснований на несправедливостях та злочинах» й вимагав ліквідації колонізації, визнання прав народів на самовизначення та надання Алжиру власної конституції, а також «негайної та ефективної участі алжирських мусульман в управлінні їхньою країною». Цей документ відіграв виняткову роль в антиколоніальному русі в Алжирі, згуртувавши найрізноманітніші політичні сили.
Оскільки в ході війни Франція вкрай потребувала ресурсів Алжиру, французька колоніальна влада не ризикнула відмовити й змушена була створити видимість політичного діалогу. Навесні 1943 року губернатор Алжира звернувся до прибічників Маніфесту з проханням конкретизувати свої вимоги. Група політичних діячів на чолі з лідером національної буржуазії Ферхатом Аббасом розробила «Проект реформ» або «Доповнення до Маніфесту». «Проект реформ» передбачав після завершення війни створення алжирської держави із власною конституцією, розробленою Установчими зборами, члени яких обирались жителями Алжиру. Передбачалось замінити генерал-губернатора «алжирським урядом на чолі з верховним комісаром Франції, започаткувати рівне представництво французів та алжирців у всіх органах державної влади й керівництві громадських організацій, ввести рівноправ'я алжирців з французами під час проходження військової служби й надати алжирським частинам у французькій армії прапор з національними кольорами Алжиру».
У відповідь в червні 1943 року новий губернатор Алжиру Ж. Катру заявив, що «ніколи не допустить незалежності Алжиру», бо «єдність Франції й Алжиру — догма». З цією думкою був солідарним і керівник Французького комітету національного визволення (ФКНВ) генерал Шарль де Голль. Тим не менше, ФКНВ був змушений провести в Алжирі низку демократичних перетворень, зокрема, у червні 1943 року почалось формування Консультативної асамблеї Франції — тимчасового парламенту, до якого вперше увійшли та представники алжирських мусульман. перед усім, місця в асамблеї отримали лідери правобуржуазних партій, що дотримувались профранцузьких поглядів.
Ці косметичні поступки не могли задовольнити корінних алжирців. Ліберально-патріотичне крило національної буржуазії на чолі з Ф. Аббасом та іншими наполягало на позиціях Маніфесту й «Проекту реформ». У березні 1944 року Аббас організував асоціацію «Друзі Маніфесту й свободи», до якої увійшли улеми на чолі з шейхом Б. аль-Ібрагімі, ПАН та інші прибічники Маніфесту. Політична програма асоціації виступала на захист ідей документу ПАН 1943 року, висувала ідею вільної федерації автономного Алжиру з «оновленою антиколоніальною та антиімперіалістичною Французькою республікою». Асоціацію підтримували широкі шари алжирського суспільства, до лав асоціації вступило, за різними оцінками, від 350 тис. до 600 тис. чоловік.
Всередині асоціації «Друзів Маніфесту» ПАН являла собою найбільш реальну й організовану силу, що спиралась переважно на молодь. ПАН мала свої нелегальні групи бойовиків та арсенал зброї, зібраної на місцях боїв у Тунісі або викраденої зі складів французької армії. У багатьох громадських організаціях та різноманітних закладах були члени і прихильники партії. Навіть у військових частинах були створені підпільні групи ПАН. Партія алжирського народу вела активну роботу щодо підготовки до революційних методів боротьби за незалежність, але явно авантюристично розраховувала на можливість скорого звільнення країни збройним шляхом, готувала збройне повстання й проводила надто жорстку антифранцузьку лінію.
Про підготовку повстання стало відомо французькій владі до березня 1945 року, й вона вирішила використати ситуацію для завдання рішучого удару по антиколоніальному руху. У підвищену готовність були приведені війська та цивільна гвардія — воєнізована міліція, що складалась із європейців. У квітні 1945 року в країні почались масові арешти, було заарештовано близько 60 чоловік з керівної ланки ПАН. Лідер партії А. Мессалі, що відбував заслання у селищі Рейбелє, був засланий до Ель-Голєа (Сахара), а потім у Браззавіль (Конго).

## Перебіг повстання
1 травня 1945 року всією країною були організовані першотравневі демонстрації ПАН. У столиці й ряді міст поліція відкрила вогонь. Лише у місті Алжирі було вбито 11 демонстрантів, десятки чоловік отримали поранення. Відповіддю став стихійний початок народного повстання 8 травня 1945 року у Східному Алжирі, що переросло з демонстрацій з нагоди капітуляції Німеччини. Оскільки на багатьох демонстраціях маніфестанти несли плакати з вимогами незалежності Алжиру, у містах Сетіфі й Гельмі поліція знову відкрила вогонь по демонстрантах. У відповідь учасники маршу в Сетіфі узялись до кинджалів, кийків та каміння, й почали вбивати всіх європейців, яких зустрічали. У перший день було убито 27 європейців, другого дня постраждало ще 75 чоловік, багатьох з яких було забито на смерть.
Повстання швидко розповсюдилось Баборською Кабілією, охопивши близько 20 міст і селищ, не враховуючи віддалених гірських селищ. У ньому брали участь до 50 тисяч чоловік. Повстанці, озброєні мисливськими рушницями і трофейними автоматами, підпалювали ферми колоністів, жорстоко вбивали європейців, нападали на загони урядових військ.
Однак дії повстанців були розрізненими та неорганізованими, що призвело до їхнього швидкого розгрому. Французька влада кинула на придушення повстання значні сили (до 12 000 чоловік) армійських частин (в тому числі сенегальських стрільців і частини Іноземного легіону), які підтримувала авіація, флот, поліція, цивільна гвардія. Проти повстанців були навіть задіяні італійські військовополонені. Райони повстання жорстоко розгромили: багато селищ було вщент спалено, десятки тисяч людей знищено без суду та слідства. 16—17 травня 1945 року останні загони повстанців склали зброю.
Мерців було настільки багато, що їх часто не могли поховати, тому їх скидали до криниць та з гірських обривів у горах Кабілії.

## Втрати сторін
За наказом французької влади асоціація «Друзів Маніфесту та свободи» була розпущена. В ході облав, що було розгорнуто в країні, було заарештовано 4560 чоловік, у тому числі й Ф. Аббас. Військові суди винесли вироки у загальній кількості 1307 алжирцям, з них 99 були засуджені до страти, 64 — до довічної каторги, 329 — до робіт на каторзі, 300 — до тюремного ув'язнення.
За офіційними даними французької влади, що були опубліковані одразу після подій, число жертв повстання у травні 1945 року склало: 88 убитих та 150 поранених європейців, 1200 вбитих і 1500 поранених алжирців. Нині всі французькі історики визнають, що кількість жертв алжирців була сильно занижена. Офіційна французька історіографія тривалий час представляла повстання «заворушеннями», акцентуючи увагу на вбитих європейських поселенцях та замовчуючи подальшу різню арабського і кабільського населення. Однак нині переважна більшість французьких істориків визнала правоту алжирської версії подій.

## Наслідки повстання
Повстання та його розгром мали далекосяжні наслідки. Так, французька влада повірила у можливість придушення антиколоніального руху військовою силою, що призвело до тривалих колоніальних війн в Індокитаї, на Мадагаскарі й у самому Алжирі. Окрім того, французька громада Алжиру отримала й стимул, і підставу для посилення своєї ролі в управлінні Алжиром, де-факто створивши, за великим рахунком, автономну від Парижа владу білої меншості, яка спиралась на власні збройні формування й категорично відкидала можливість будь-якого діалогу з арабським населенням.
У свою чергу, на лідерів антиколоніального руху склали величезне враження розмах повстання та стрімкість його розповсюдження, незважаючи на його явну непідготовленість. Переважала думка, що за тривалої й ретельної підготовки збройна боротьба призведе до визволення країни. Гасла про надання автономії було відкинуто. Уже з 1946 року була створена «Організасьйон Спесіяль» (ОС) — розгалужена підпільна мережа збройних груп революціонерів, що діяли у містах. У 1949 році її очолив Ахмед Бен Белла, колишній сержант французької армії з бойовим досвідом Другої світової війни. Слідом за нею почали створюватись й інші подібні організації, які збирали кошти, закуповували зброю, вербували та навчали майбутніх солдат. У пропаганді широко використовувались звірства французів під час придушення повстання. З березня 1947 року у гірських районах країни з'явились перші партизанські загони. Алжир домігся повного звільнення в ході національної-визвольної війни 1954—1962 років.